# Mettmann
1. ↑  Alle politisch selbständigen Gemeinden mit ausgewählten Merkmalen am 31.12.2018 (4. Quartal) (în germană), Statistisches Bundesamt[*], arhivat din original la 10 martie 2019, accesat în 10 martie 2019
2. ↑   (PDF) https://www.it.nrw/sites/default/files/Kommunalprofile/k05158024.pdf Lipsește sau este vid: |title= (ajutor)